# Morte de Darren Rainey

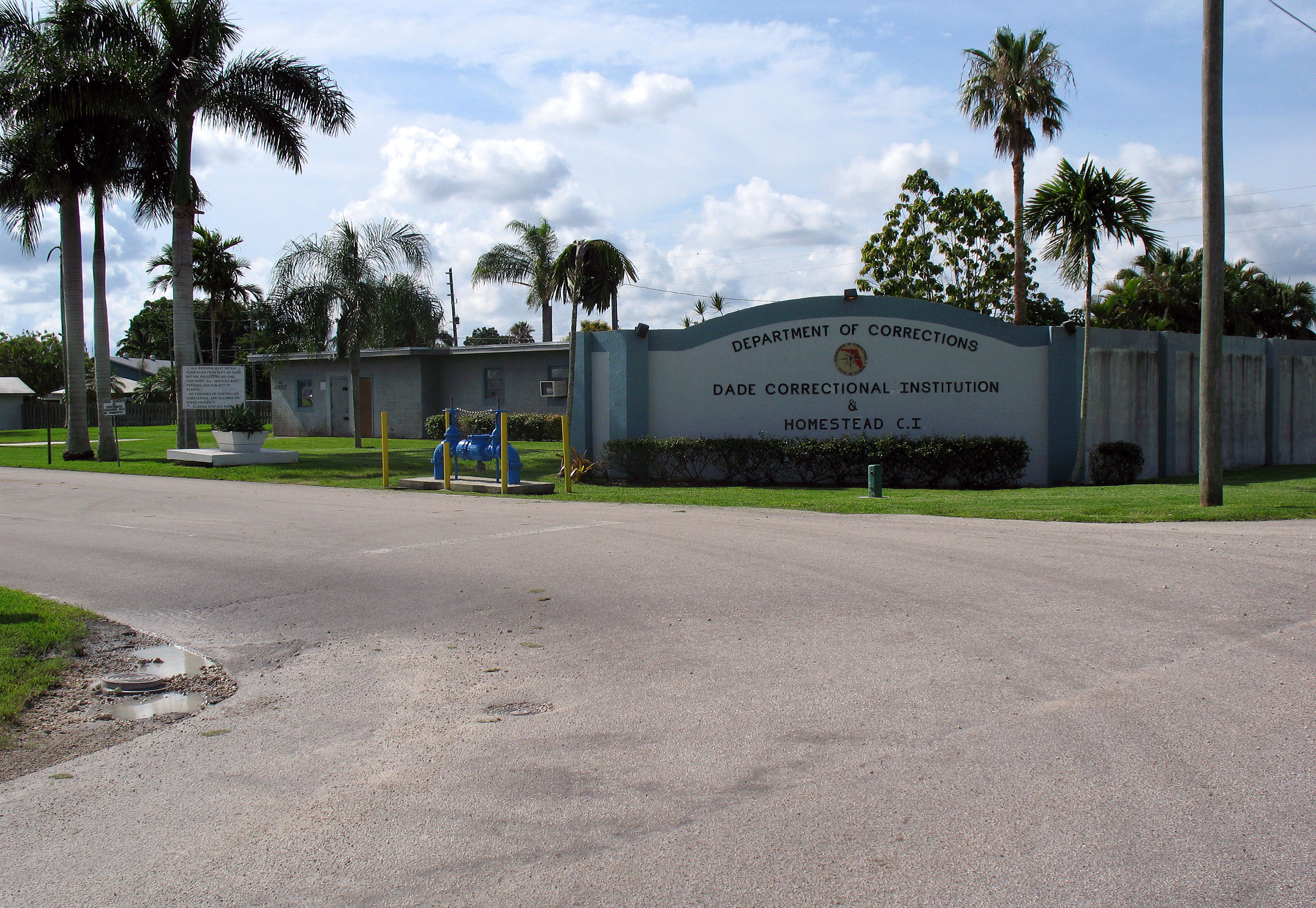
Entrada para o Instituto Correcional de Dade e o Instituto Correcional de Homestead; Rainey morreu em Dade

Darren Rainey (12 de janeiro de 1962 – 23 de junho de 2012) morreu no Instituto Correcional de Dade (Dade CI), localizado em território não incorporado no Condado de Miami-Dade, na Flórida, em 23 de junho de 2012. A prisão fica próxima à Florida City, ao sul de Homestead. 
Em 2014, o presidiário do Dade CI, Mark Joiner, acusou as autoridades da prisão de torturar até a morte o prisioneiro portador de deficiência intelectual, Darren Rainey, escaldando-o no chuveiro. Um prisioneiro afirmou que Rainey, 50 anos, havia defecado em sua cela e se recusava a limpá-la, e por isso os guardas da prisão o puniram. Ele morreu em 23 de junho de 2012. Originalmente, a polícia classificou sua morte como não explicada, e o Departamento de Correções nunca puniu nenhum funcionário. Mais tarde, dois oficiais em serviço no momento da morte receberam promoções. A polícia começou a entrevistar testemunhas depois que o Miami Herald obteve registros públicos e fez uma visita à prisão.

## Causa da morte
Rainey foi trancado em um chuveiro projetado para que ele não tivesse controle sobre a temperatura de 180 °F (82,2 °C) da água. Ele morreu de queimaduras em mais de 90% do seu corpo. Posteriormente, soube-se que sua pele "caiu ao toque".
Pelo menos outros oito prisioneiros foram submetidos a banhos escaldantes dentro da "Unidade de Cuidados de Transição" de Dade.

## Resultado da investigação
Como resultado da investigação policial, organizações de direitos humanos tais como a Anistia Internacional, a União Americana pelas Liberdades Civis (ACLU) da Flórida e o Conselho de Igrejas da Flórida enviaram uma carta ao Procurador-Geral dos Estados Unidos, Eric Holder, pedindo pela intervenção do Departamento de Justiça dos EUA (USDOJ).  Em abril de 2014, George Mallinckrodt, um psicoterapeuta que trabalhou de 2008 a 2011 na ala psiquiátrica do Instituto Correcional de Dade, chamada Unidade de Cuidados de Transição, apresentou uma queixa ao USDOJ sobre a forma como os prisioneiros intelectualmente deficientes são tratados.
Em julho de 2014, Mike Crews, secretário do Departamento de Correções da Flórida, suspendeu Jerry Cummings, diretor da do Instituto Correcional de Dade, colocando-o em licença remunerada. Mais tarde naquele mês, Cummings foi demitido.
Até maio de 2015, ninguém havia sido acusado pelo Departamento de Polícia de Miami-Dade, e o médico legista de Miami-Dade não havia ainda realizado uma autópsia. Neste mesmo mês, o Departamento de Justiça dos EUA começou a investigar a morte de Rainey.
Em janeiro de 2016, o Agência Forense de Miami-Dade concluiu a autópsia de Darren Rainey, sendo esta vazada para o Miami Herald. Nela foi determinado que a morte de Rainey havia sido acidental e decorrente de uma combinação do confinamento no chuveiro, além de seus problemas no coração e pulmão e sua esquizofrenia. O médico legista não constatou que a equipe não pretendesse ferir Rainey nem que a água do chuveiro estivesse excessivamente quente. A autópsia final não foi divulgada ao público.